# Sant Miquèl
Sant Miquèl (en francès Saint-Michel-de-Lanès) és un municipi de França de la regió d'Occitània, al departament de l'Aude.